# فالساد
فالساد رمزها «VL» (بالإنجليزية: Valsad)‏ ، هو تقسيم إداري لدولة الهند تتبع ولاية غوجارات (بالإنجليزية: Gujarat)‏ ، مركزها هو مدينة فالساد (بالإنجليزية: Valsad)‏ عدد سكانها حسب تعداد سنة 2001 هو 1,410,680 ، مساحتها 3,034 كم² وكثافة السكان 465 لكل كم² .

## أعلام
- دينا ميهتا